# Борисоглебский, Михаил Васильевич
Михаи́л Васи́льевич Борисогле́бский (настоящая фамилия —  Шата́лин; 22 октября 1896, Тирлянский завод, Златоустовский уезд Уфимской губернии (ныне Башкортостан) — 28 марта 1942, Ленинград) — российский писатель, журналист, сценарист, историк балета.

## Биография
Родился в маленьком посёлке Тирлянского завода Златоустовского уезда Уфимской губернии. После рождения ребёнка, мать подкинула его Василию Леонтьевичу Шаталину — заводскому рабочему. После того, как приёмный отец получил увечье и более работать не мог, семья переехала в Троицк, где мальчик жил в притоне, который содержала его приёмная мать, бывшая прачка. В 1908—1910 годах беспризорничал.
Образование получил в Троицком городском училище и в Челябинском промышленном техникуме. В 1912 году перебрался в Москву, где учился живописи на правах послушника Троице-Сергиевой лавры, затем — в Московской школе живописи, ваяния и зодчества. В 1915 году вернулся на Урал, служил в армии до 1917 года. В 1917—1920 годы работал в Кустанае народным учителем, преподавал живопись и рисование, заведовал художественно-промышленными мастерскими. В 1918 году, когда он вместе с женой руководил сельской школой под Троицком, был арестован колчаковцами за печатание фальшивых денег, отправлен в тюрьму и приговорён к расстрелу, но бежал.
Своё первое стихотворение — «Зачем судить?» — опубликовал в 1912 году. С того же года печатался в местных газетах: «Троицкий вестник», «Степь», «Известия Челябинского Совета Рабочих, Солдатских и Крестьянских Депутатов», «Повстанец», «Набат», журнале «Степное».
С 1917 по 1920 год был членом ВКП(б), но исключён, когда вышло «Постановление Кустанайской Уездной Чрезвычайной Коллегии по обвинению гражд. Шаталина в преступлении по должности». Ему предъявили обвинение в неподчинении партийной дисциплине, превышении власти, распространении ложных слухов и печатании фальшивых денег. В декабре 1920 года приговорён к высшей мере наказания, но по завершении следствия оправдан.
В 1920—1923 годы продолжал работать в системе Наркомпроса и Всерабиса (Всероссийского союза работников искусств), был ответственным секретарём Кустанайской газеты «Набат». В те же годы сменил фамилию Шаталин на Борисоглебский. В 1924 году вместе с семьёй — женой и тремя детьми переехал в Ленинград, где вступил в литературную группу «Содружество», члены которой — Вяч. Шишков, А. Чапыгин, М. Козаков, Л. Сейфуллина, Б. Лавренёв, как и он сам, следовали принципам «социалистического реализма». В январе 1924 года стал членом Ленинградского отделения Союза писателей, осенью при поддержке Фёдора Сологуба его ввели в Правление Союза, затем избрали секретарём. Одновременно он исполнял обязанности Ответственного Секретаря Правления, председателя ВСП в Исполнительном бюро Федерации, в Правлении Литфонда, а также обязанности казначея и члена Правления Месткома писателей.
14 сентября 1926 года Михаил Борисоглебский был арестован Полномочным Представительством ОГПУ в ЛВО по обвинению «в связях с зарубежной эмигрантской организацией». Но уже 16 сентября 1926 года постановлением ПП ОГПУ в ЛВО дело было прекращено. Эта история негативно отразилась на отношении членов Союза писателей к Борисоглебскому — его подозревали в сотрудничестве с ГПУ. В 1928 году, после смерти Фёдора Сологуба, Борисоглебский был вынужден подать заявление о выходе из состава Правления и сложить с себя все звания и обязанности. Через несколько лет он был исключён из Союза писателей.
В 1931—1935 году он работал на строительстве Дубровской электростанции в Ленинградской области, где заведовал типографией газеты «Пустим в срок». В 1935 году вернулся в Ленинград, где был вновь принят в Союз писателей и устроился на работу в Ленинградское хореографическое училище в должности редактора-организатора.
Обстоятельства смерти Михаила Борисоглебского, так же как и история его рождения, неясны. По версии, изложенной в книге М. А. Поповского «Жизнь и житие святителя Луки Войно-Ясенецкого Архиепископа и хирурга» (впервые: Paris: YMCA-Press, 1976): «Борисоглебский „исчез“ (…) во время войны. Будучи писателем армейской газеты на Карельском перешейке, он проявил себя трусом, паникёром. Был арестован и, очевидно, умер в тюрьме зимой 1941—1942 гг.». Из другого источника (Книга памяти. Электронный ресурс общества «Мемориал»), следует, что Борисоглебский был арестован в сентябре 1942 года, осуждён по статье 58.10 и приговорён к десяти годам тюрьмы; скончался в заключении в 1942 году; реабилитирован в 1957 году.

## Авторство «Материалов по истории русского балета»
В 1938 году вышел из печати первый том капитального труда «Материалы по истории русского балета», в 1939 году появился второй том. Издание было приурочено к 200-летию Ленинградского государственного хореографического училища (бывшего Петербургского Театрального училища). Двухтомник был роскошно (по тем временам) издан — большой формат, переплёт, форзац и титул работы художника В. И. Смирнова, заметки и концовки работы Павла Гончарова, обилие иллюстраций и, главное — множество фактологического материала, не публиковавшегося ранее. До сих пор этот сборник — важнейший источник информации по истории петербургского балета дореволюционного периода.
На титульном листе обоих томов значится: «Составитель М. Борисоглебский». Именно под именем Михаила Васильевича Борисоглебского это издание получило известность и занесено во все энциклопедии балета.
Однако, выход в свет «Материалов по истории русского балета» ознаменовался судебным разбирательством: составителю было предъявлено обвинение в использовании и присвоении чужой научной работы. Автором монументального труда оказался Денис Иванович Лешков (1883—1933) — известный балетоман и журналист, автор множества статей и монографии о творчестве Мариуса Петипа, с 1919 по 1927 год работавший главным архивариусом и заведующим в архиве Управления государственными академическими театрами.
Документы судебного иска О. И. Лешковой по обвинению М. В. Борисоглебского в незаконном использовании материалов её брата Д. И. Лешкова для книги по истории русского балета, составленной им по поручению Ленинградского Хореографического техникума, до сих пор не опубликованы и находятся в фондах Российской национальной библиотеки в Санкт-Петербурге (РНБ. Ф. 92. Оп. 1. Ед. хр. 35). Из них следует: «В ходе судебного разбирательства экспертиза установила, что Борисоглебский полностью использовал рукопись Д. И. Лешкова, „подвергнув перекройке и редактированию“ (рукопись была приобретена Хореографическим училищем у автора в 1920-х годах)».

### Проза
- М. Одинокий. Сочинения (в 23 выпусках). — Троицк, 1923. — Т. 1—4.[6]
- М. Борисоглебский. Святая пыль: повесть. — Л., 1925.
- М. Борисоглебский. Буга: рассказы. — Л., 1926.
- М. Борисоглебский. Святая пыль: повесть. — 2-е. — Л., 1927.
- М. Борисоглебский. Джангыр-бай: повесть. — М., 1926.
- М. Борисоглебский. Осколок. Рассказы. — Л., 1927. — 224 с. — 5000 экз.
- М. Борисоглебский. На перевале: рассказ. — М., 1927.
- М. Борисоглебский. Топь: роман. — Л., 1927.
- М. Борисоглебский. Катька — бумажный ранет: рассказы. — М., 1927.
- М. Борисоглебский. Джангыр-бай: повесть. — 2-е. — Л., 1928.
- М. Борисоглебский. Кальва: роман. — М., 1928.
- М. Борисоглебский. Глома: рассказы. — М., 1929. — 231 с.
- М. Борисоглебский. Грань: роман. — М., 1930.
- М. Борисоглебский. На земле: пьеса. — Л., 1931.
- М. Борисоглебский. Похождения корабля: роман. — М., 1931.
- М. Борисоглебский. Америка в Керчи. — М., 1931.
- М. Борисоглебский. Верховный правитель. Главы из романа // День и ночь : журнал. — Красноярск, 1994. — № 5.
- М. Борисоглебский. Доживающая себя // "Я всем прощение дарую...". Ахматовский сборник. — СПб.: Альянс-Архео, 2006. — 576 с. — 1000 экз.

### Киносценарии
- 1926 — «Катька — бумажный ранет»
- 1927 — «На рельсах»

### Исследования
- Материалы по истории русского балета / М. Борисоглебский. — Л.: Ленинградское Государственное Хореографическое Училище, 1938. — Т. 1. — 380 с. — 2500 экз.
- Материалы по истории русского балета / М. Борисоглебский. — Л.: Ленинградское Государственное Хореографическое Училище, 1939. — Т. 2. — 356 с. — 2250 экз.